# Antoine Frankowski
Pour les articles homonymes, voir Frankowski.
Antoine Frankowsky, né le 9 mars 1926 à Osiek Wielki (Grande-Pologne) et mort le 21 août 1993 à Melun, est un coureur cycliste polonais puis français à partir de 1950, professionnel de 1950 à 1953.

## Biographie
Né polonais, il est naturalisé français en 1950.

## Palmarès
- 1947
  - 2e de Paris-Le Châtelet
- 1948
  - 2e de Paris-Nogent-le-Rotrou
  - 2e de Paris-Bléneau
- 1949
  - Paris-Touraine
  - Paris-Caen
  - Paris-Sedan
  - 2e de Paris-Bréau
- 1950
  - 2e de Paris-Valenciennes
  - 2e du Grand Prix du Débarquement Nord
  - 3e de Paris-Clermont-Ferrand
- 1951
  - 3e de Nancy-Strasbourg
- 1954
  - 3e de Poitiers-Saumur-Poitiers
  - 2e du Tour de Champagne
  - 3e du Tour du Nord
- 1955
  - 2e de Paris-Auxerre
  - 2e de Paris-Fontenailles

## Résultats sur les grands tours

### Tour de France
1 participation
- 1950 : éliminé (16e étape)